# Зморшкова шапинка
Зморшкова шапинка, зморшкова шапочка, верпа богемська (Verpa bohemica (Krombh.) Schrot.) — вид грибів роду верпа (Verpa) родини зморшкові (Morchellaceae). Гриб класифіковано 1893 року. Латинською ver — «весна», серед зморшків з'являється першою на весні.

## Будова
Полодові тіла прямостоячі, до 10-15 см висотою. Шапинка дзвіночкоподібна, 2-5 см висотою, 2-5 см в діаметрі, жовтувато-бура, вохряна, з тісно розташованими складками, що з'єднуються поперечними відгалуженнями, приросла до ніжки, з вільними краями, зверху породовгувато-зморщена, знизу гладка, білувата.
Ніжка 4-14 см довжиною, 1,5-2 см товщиною, циліндрична, розширена до основи, порожниста, вкрита дрібним борошнистим нальотом, спочатку біла, з часом жовтувата, луската, крихка.
М'якоть тонка, без вираженого запаху і смаку.
Сумки містять по дві спори, (буває 4, 8). Споровий порошок вохряний. Спори циліндричні, одноклітинні, гладенькі, злегка жовтуваті, 60-80 х 15-25 мкм,без крапель олії
Можна сплутати з верпою конічною (Verpa conica) їстивним видом з гладенькою шапинкою (містить по 8 спор).

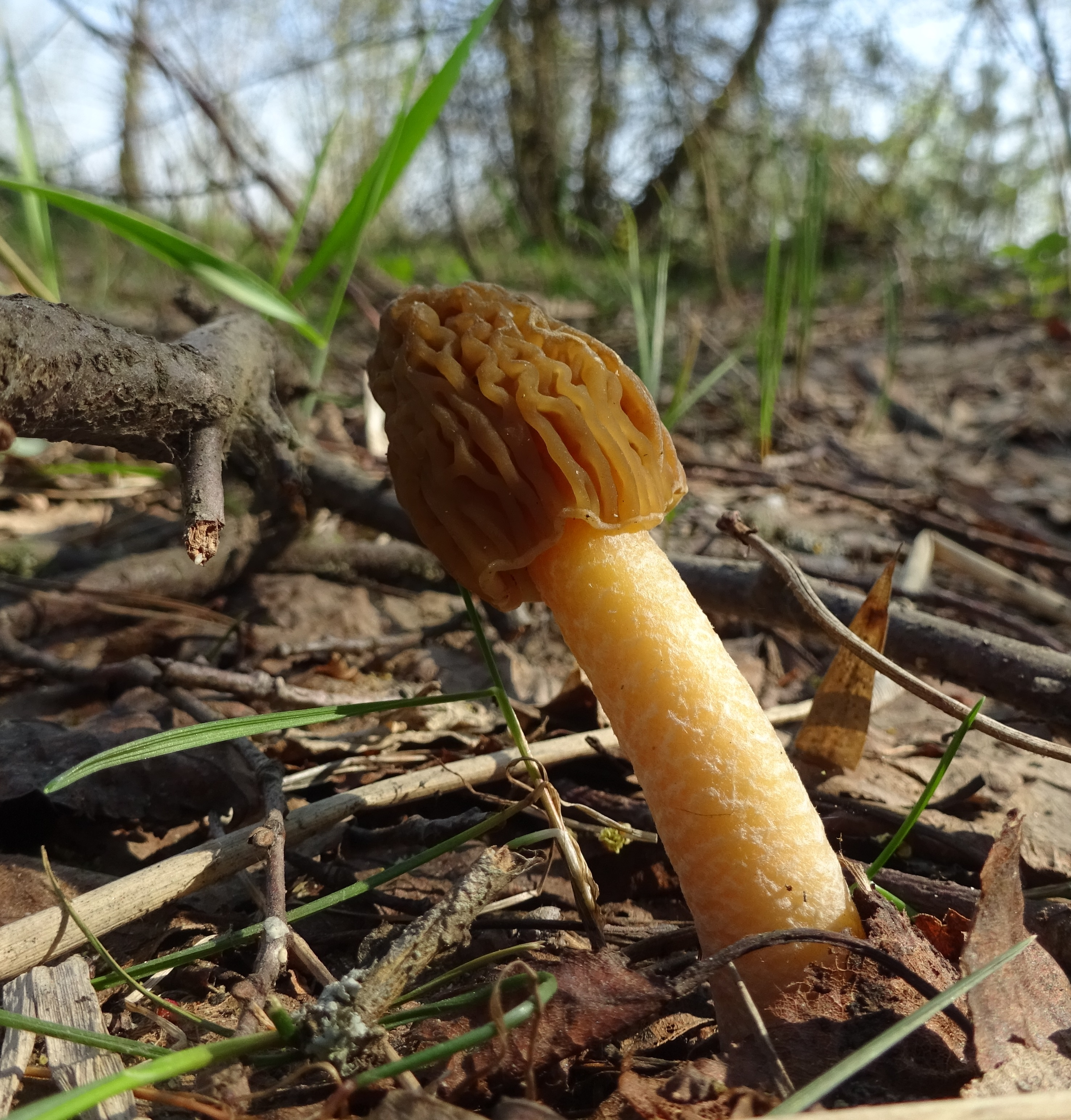
Зморшкова шапинка. Україна, Київська обл., 04.2018.

## Поширення та середовище існування
Представники виду ростуть на ґрунті у світлих листяних і мішаних лісах, галявинах, весною у квітні, травні. Найчастіше під осикою і липою. В Україні поширені на Прикарпатті, Поліссі, Лісостепу. За кордоном в Європі, Азії, Індії, Північній Америці.

## Практичне використання
Умовно їстівний гриб. Перед вживанням  відварюють, як і інші  зморшкові гриби, відвар зливають. Після відварювання гриб  смажать. Сушать. 